# (3465) Trevires
(3465) Trevires est un astéroïde de la ceinture principale.

## Description
(3465) Trevires est un astéroïde de la ceinture principale. Il fut découvert le 20 septembre 1984 à La Silla par Henri Debehogne. Il présente une orbite caractérisée par un demi-grand axe de 2,31 UA, une excentricité de 0,05 et une inclinaison de 6,1° par rapport à l'écliptique.

## Compléments